# 神戸全日本女子ハーフマラソン
神戸全日本女子ハーフマラソン （こうべぜんにほんじょしハーフマラソン）は、1981年から2010年まで毎年11月下旬に開催された陸上競技大会である。兵庫県神戸市のHAT神戸(県立美術館前)発で神戸市内を走り、神戸ハーバーランド(モザイク)着のコースで行われた。

## 歴史
1981年1月11日にポートピア'81記念の20キロロードレースとして始まった。
2001年の第22回よりハーフマラソン形式となった。
なお、2006年から一般男子の部が設けられているが、大会名から「女子」を外してはいない。
2011年より都市型フルマラソン「神戸マラソン」を新設して11月に開催するため、事実上吸収されることが決まった。そのため「神戸全日本女子ハーフマラソン」としては2010年の第31回が最後となった。

## 歴代優勝者
| 回 | 年     | 月日     | 氏名                     | 所属         | 記録                         |
| -- | ------ | -------- | ------------------------ | ------------ | ---------------------------- |
| 1  | 1981年 | 1月11日  | 清水一子                 | 中之条高     | 1時間18分40秒                |
| 2  | 1981年 | 10月18日 | 金子るみ子               | 順天高       | 1時間16分01秒                |
| 3  | 1982年 | 10月13日 | 金子るみ子               | 順天高       | 1時間14分03秒                |
| 4  | 1983年 | 10月30日 | 清水一子                 | 中央大学     | 1時間11分26秒                |
| 5  | 1984年 | 11月3日  | 河合美香                 | 市立船橋高   | 1時間11分02秒                |
| 6  | 1985年 | 11月3日  | 荒木久美                 | 京セラ       | 1時間10分18秒                |
| 7  | 1986年 | 11月2日  | 松田千枝                 | 資生堂       | 1時間12分02秒                |
| 8  | 1987年 | 11月1日  | 荒木久美                 | 京セラ       | 1時間09分40秒                |
| 9  | 1988年 | 10月30日 | 里山弘美                 | 三田工業     | 1時間09分40秒                |
| 10 | 1989年 | 11月5日  | 浅利純子                 | ダイハツ     | 1時間09分13秒                |
| 11 | 1990年 | 11月4日  | 朝比奈三代子             | 旭化成       | 1時間09分33秒                |
| 12 | 1991年 | 11月10日 | 浅利純子                 | ダイハツ     | 1時間07分03秒                |
| 13 | 1992年 | 11月8日  | クリスティン・マクナマラ | 天満屋       | 1時間07分46秒                |
| 14 | 1993年 | 11月14日 | 山本佳子                 | ダイエー     | 1時間09分26秒                |
| 15 | 1994年 | 11月13日 | 吉田光代                 | ダイハツ     | 1時間08分24秒                |
| 16 | 1995年 | 11月12日 | 片岡純子                 | 富士銀行     | 1時間07分54秒                |
| 17 | 1996年 | 11月10日 | 矢田多美                 | ダイワハウス | 1時間08分07秒                |
| 18 | 1997年 | 11月16日 | 神田香織                 | ダイハツ     | 1時間08分52秒                |
| 19 | 1998年 | 12月13日 | アン・ワムチ             | 菅原学園     | 1時間07分16秒                |
| 20 | 1999年 | 11月14日 | 大越一恵                 | ダイハツ     | 1時間06分31秒=世界Jr最高記録 |
| 21 | 2000年 | 12月17日 | エスタ・ワンジロ         | 積水化学     | 1時間04分01秒=世界最高記録   |
| 22 | 2001年 | 12月16日 | 山中美和子               | ダイハツ     | 1時間08分54秒                |
| 23 | 2003年 | 2月16日  | 萩原梨咲                 | 第一生命     | 1時間11分59秒                |
| 24 | 2003年 | 11月9日  | 野口みずき               | グローバリー | 1時間12分10秒                |
| 25 | 2004年 | 11月7日  | キャサリン・ヌデレバ     | ケニア       | 1時間08分57秒                |
| 26 | 2005年 | 11月27日 | 早狩実紀                 | 京都光華AC   | 1時間12分27秒                |
| 27 | 2006年 | 11月19日 | エバリン・キムエイ       | サニックス   | 1時間08分41秒=大会記録       |
| 28 | 2007年 | 11月25日 | ジュリア・モンビ         | アルゼ       | 1時間09分45秒                |
| 29 | 2008年 | 11月24日 | ジュリア・モンビ         | アルゼ       | 1時間09分45秒                |
| 30 | 2009年 | 11月22日 | 堀江美里                 | ノーリツ     | 1時間13分09秒                |
| 31 | 2010年 | 11月21日 | 小崎まり                 | ノーリツ     | 1時間11分35秒                |

## 運営
- 主催：兵庫陸上競技協会・兵庫県・神戸市・兵庫県教育委員会・神戸市教育委員会・自治総合センター
- 後援：日本陸上競技連盟・NHK神戸放送局・読売新聞大阪本社・兵庫県体育協会・神戸市体育協会

## 放送
- 関西テレビ